# Liga Lombarda

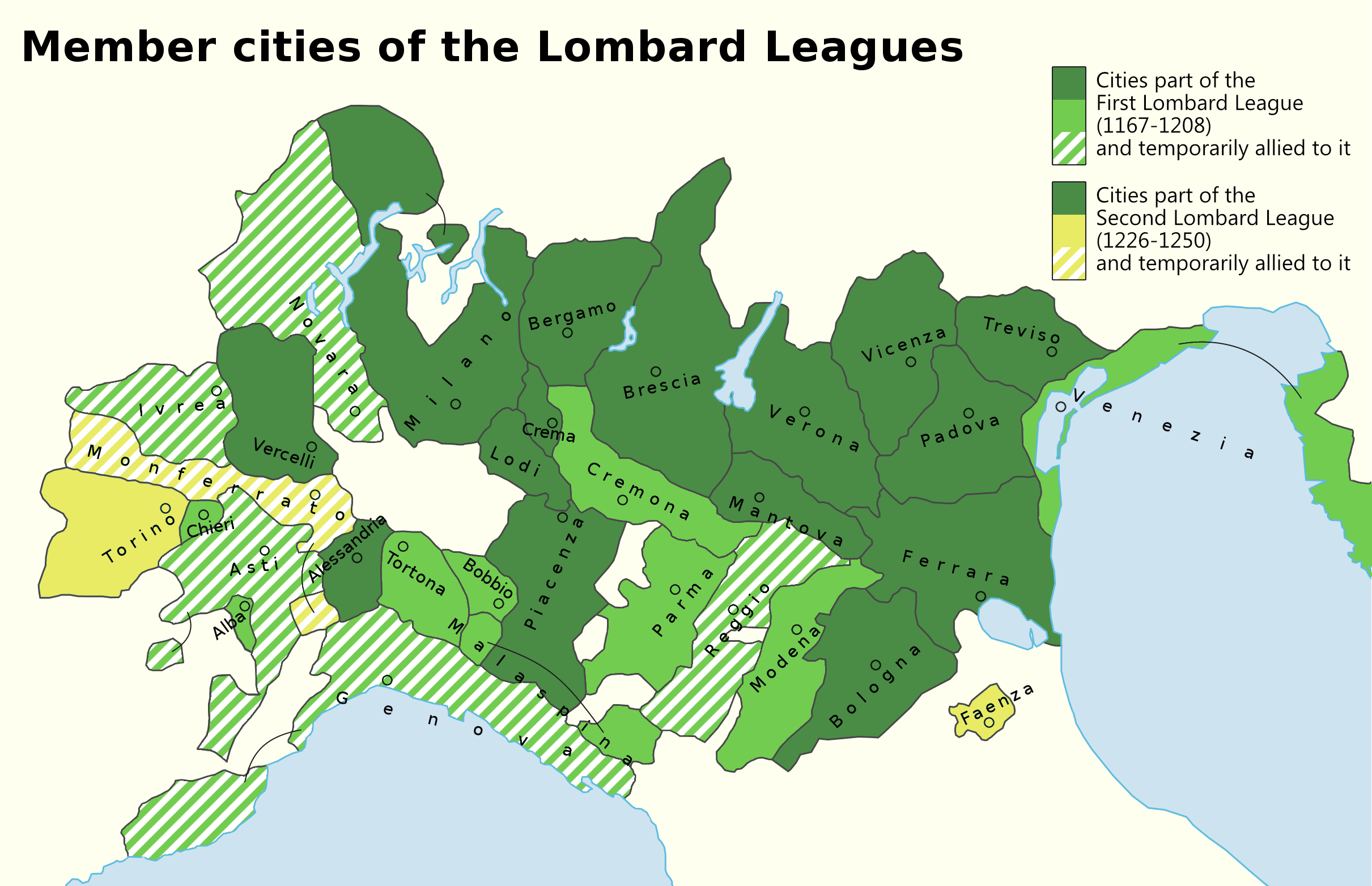
Miembros de la Liga Lombarda

La bandera de Milán, que luego también fue utilizada por la Liga Lombarda

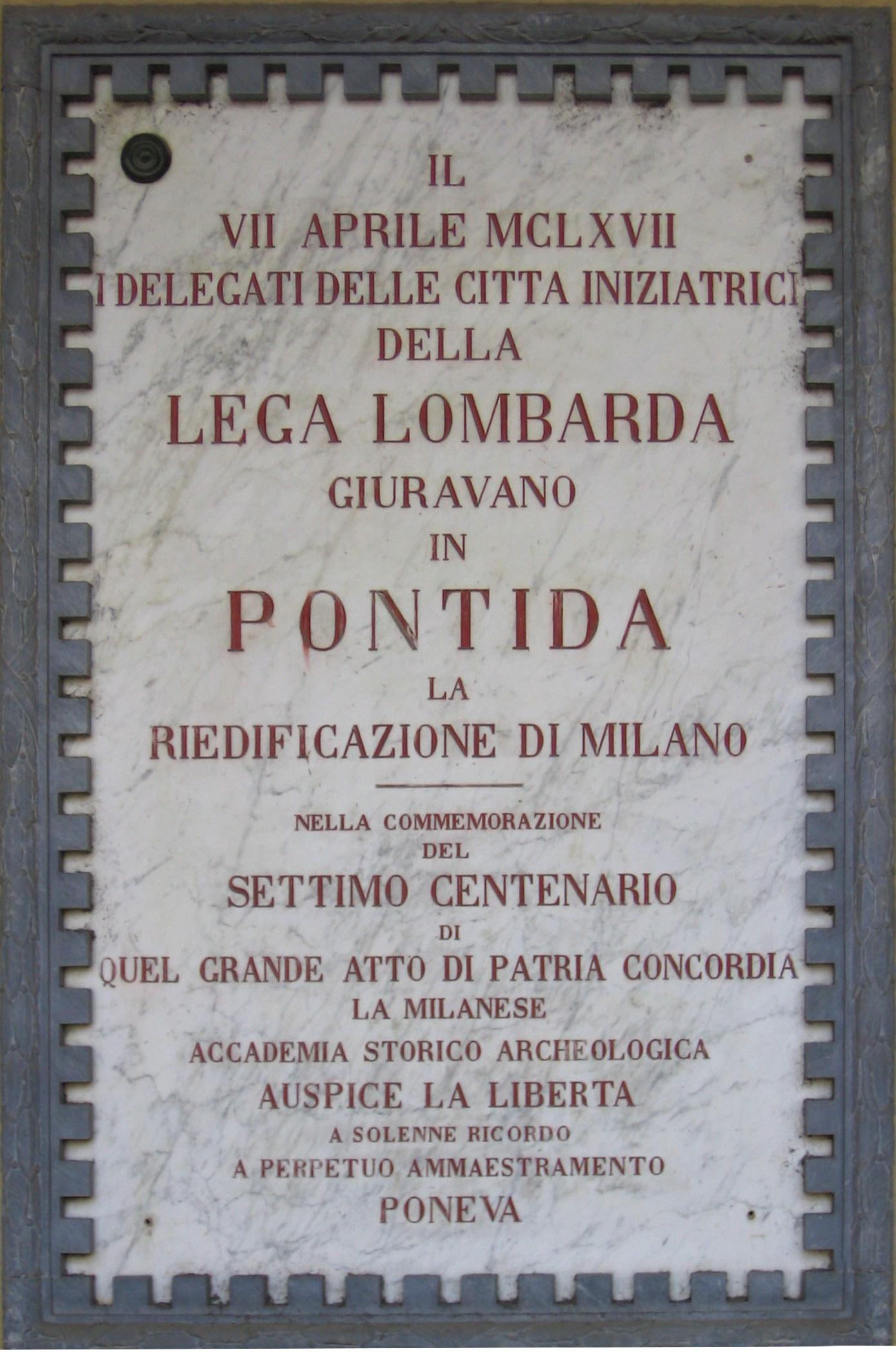
Placa conmemorativa del juramento de la primera Liga Lombarda en la comuna de Pontida

La Liga Lombarda fue una alianza de ciudades italianas establecida el 1 de diciembre de 1167. Entre las 26 ciudades italianas destacan: Milán, Cremona, Mantua, Bérgamo, Brescia, Plasencia, Bolonia, Padua, Treviso, Vicenza, Verona, Lodi, Parma y Venecia. Posteriormente se unieron otras cuatro ciudades más, hasta formar un total de 30.
El propósito inicial de la Liga era combatir la política de Federico I, emperador del Sacro Imperio Romano Germánico, que en aquel momento reclamaba el control total sobre el norte de Italia. Tras dejar claras sus premisas en la Dieta de Roncaglia, Federico I invadió Italia en 1158 y luego otra vez en 1166. La Liga recibió el apoyo incondicional del Papa Alejandro III y sus sucesores, deseosos tanto de verse libres de la influencia imperial como de aumentar su poder en la península itálica. En la batalla de Legnano (29 de mayo de 1176), las tropas imperiales fueron derrotadas y Federico se vio forzado a firmar una tregua de seis años (1177-1183). La situación se resolvió al finalizar ésta, cuando ambas partes firmaron la Paz de Constanza, según el cual las ciudades italianas reconocían la soberanía del emperador de Alemania, pero a su vez este se veía obligado a reconocer la jurisdicción propia de cada ciudad sobre sí misma y su territorio circundante.
La Liga Lombarda se proclamó de nuevo en 1198 y 1208. En 1226, la Liga sostuvo una cruenta guerra con el emperador Federico II, al que logró frenar en sus intentos por poner Italia bajo su completa autoridad. Este se ganó su reputación de hábil estratega tras la toma de Vicenza y su victoria en la Batalla de Cortenuova, y se rechazó cualquier iniciativa de la Liga que no fuera la rendición incondicional. A resultas de ello, Milán (que había ofrecido una fuerte suma de oro a cambio de la paz, que Federico rechazó), Brescia, Bolonia y Piacenza ofrecieron una tenaz resistencia. En 1238, la Liga Lombarda consiguió levantar el asedio imperial a Brescia, pero falló en su intento de rodear al emperador y capturarle. No obstante, logró una pequeña ventaja al ganar el apoyo, una vez más, del Papado, lo que le permitió bloquear las acciones de Federico II en Italia hasta la muerte de este en 1250. Tras este hecho, la Liga se volvió a disolver, esta vez de forma definitiva.
Un partido político de extrema derecha adoptó el nombre de Liga Lombarda en 1984. Esta denominación se mantuvo hasta 1991, cuando el nombre fue cambiado por el de Liga Norte y en el 2017 se quitó la palabra norte quedando Liga.